# Günter Fröhlich
Günter Fröhlich (* 1969 in Augsburg) ist ein deutscher Philosoph.

## Leben
Günter Fröhlich legte 1988 am Musikgymnasium der Regensburger Domspatzen sein Abitur ab. Nach der Ableistung des Grundwehrdienstes nahm er 1989 ein Studium der Technischen Physik an der Technischen Universität München auf, wechselte aber nach zwei Semestern an die Universität Regensburg zum Studium der Philosophie und der Geschichte. 1996 schloss er mit dem Titel eines Magister artium ab. Das hieran anschließende Promotionsstudium der Philosophie mit Nebenfach Geschichte schloss er im August 1999 bei Ulrich Hommes in Regensburg ab. Er war während des Studiums 1993 bis Ende 1997 zunächst als studentische Hilfskraft und ab April 1996 als Wissenschaftliche Hilfskraft am Lehrstuhl für Evangelische Theologie der Universität Regensburg bei Hans Schwarz beschäftigt und wechselte dann an den Lehrstuhl für Praktische Philosophie der Universität Regensburg zu Ulrich Hommes. Dort war er bis 2001 als Wissenschaftlicher Mitarbeiter und danach bis März 2002 als Wissenschaftlicher Assistent beschäftigt. Danach erhielt er bis 2004 ein Forschungsstipendium der Fritz-Thyssen-Stiftung. Es folgten Lehraufträge an der Universität und am Universitätsklinikum Regensburg zur Medizinethik und Lehraufträge an der Fachhochschule Regensburg. Von April 2006 bis zum Februar 2007 war er als Vertreter eines Assistenten am Lehrstuhl für Theoretische Philosophie der Universität Trier tätig. Von April 2008 bis Mitte Februar 2009 war er Assistent am Lehrstuhl für Praktische Philosophie der Regensburger Universität. Hiernach entwickelte er ein Rehabilitationskonzept für Orthopädie am Gesundheitszentrum Oberammergau.
Zwischen 2009 und 2012 hatte Fröhlich die Gastprofessur für Philosophie am Humboldt-Studienzentrum der Universität Ulm inne. Ferner ist er Privatdozent an der Universität Regensburg.
Fröhlich reichte im Dezember 2014 beim Bayerischen Verfassungsgerichtshof Popularklage gegen die Regelung ein, dass Habilitierte ohne Vergütung lehren müssen, wenn sie Privatdozent sein wollen. Dem Freistaat Bayern warf er in einem Interview „Erpressung“ und „Staatssklaverei“ vor und meinte, dass viele Privatdozenten darauf angewiesen seien, wenn man sich auf eine Ordentliche Professur bewerben möchte, weil diese aktuelle Lehrerfahrung voraussetze. Die Klage wurde für zulässig befunden, aber abgewiesen. Die Belastung durch die unentgeltliche Titellehre sei den Privatdozenten grundsätzlich zuzumuten. Das Gericht stellte zugleich klar, dass für Lehrveranstaltungen, die zur Vollständigkeit des Lehrangebots erforderlich seien oder die im öffentlichen Interesse durchgeführt werden, eine Lehrvergütung gewährt werden kann, und dass Lehrveranstaltungen, die Privatdozenten an anderen Hochschulen anbieten, auf die Titellehre angerechnet werden können.

## Schriften
- Ein neuer Psychologismus? Edmund Husserls Kritik am Relativismus und die Erkenntnistheorie des Radikalen Konstruktivismus von Humberto R. Maturana und Gerhard Roth. Königshausen & Neumann, Würzburg 2000, ISBN 3-8260-1907-5.
- Die Lehre vom Raum und die Grenze der Metaphysik. Die Raumfrage bei Platon und Kant. In: Sabine Feiner, Karl G. Kick, Stefan Krauß (Hrsg.): Raumdeutungen. Ein interdisziplinärer Blick auf das Phänomen Raum. Lit, Münster, Hamburg, Berlin, London 2001, ISBN 3-8258-5177-X, S. 23–40.
- mit Gerhard Rogler: Das Regensburger Modell zur Ausbildung in klinischer Ethik. Zentrum für Medizinische Ethik, Bochum 2004, 2. Aufl. 2005, 3. Aufl. 2007, ISBN 3-931993-39-6. (Medizinethische Materialien. Heft 157.)
- Überlegungen zur Argumentationsstruktur in Platons Protagoras. In: Classica et Mediaevalia. Revue danoise de philologie et d’histoire 55 (2004), S. 49–84. ISBN 87-635-0339-5. ISSN 0106-5815.
- Passibilität des Lebens. Die philosophische Frage nach dem Leiden (als Grundfrage einer Medizinischen Anthropologie). In: psycho-logik. Jahrbuch für Psychotherapie, Philosophie und Kultur, Bd. 1: Praxis und Methode. Positionen 1(2006), S. 201–218. ISBN 978-3-495-45901-0. ISSN 1861-4183.
- Nachdenken über das Gute. Ethische Positionen bei Aristoteles, Cicero, Kant, Mill und Scheler. Vandenhoeck & Ruprecht, Göttingen 2006, ISBN 3-525-30151-0.
- Der Bürger und seine Bildung. Scheler und die politische Kultur. In: Ralf Becker, Christian Bermes (Hrsg.): Die Bildung der Gesellschaft. Schelers Sozialphilosophie im Kontext. Königshausen & Neumann, Würzburg 2007, ISBN 978-3-8260-3551-7, S. 110–126.
- mit Joachim Hahn und Falitsa Mandraka: Ethische Aspekte in der Therapie kritisch kranker Tumorpatienten in der Serie: Die Notfall- und Intensivtherapie bei hämatologischen und onkologischen Erkrankungen, hg. v. Christian E. Wrede und Ernst Holler, in: Intensivmedizin und Notfallmedizin 44(10/2007), S. 416–428. Print-ISSN 0175-3851, Online-ISSN 1435-1420
- John Stuart Mill: Utilitarismus. In: Klassische Werke zur Philosophischen Ethik, hg. v. Herbert Huber, Alber-Verlag, München, Freiburg 2010, S. 230–265. ISBN 978-3-495-48386-2.
- Form und Wert. Die komplementären Begründungen der Ethik bei Immanuel Kant, Max Scheler und Edmund Husserl. Königshausen & Neumann, Würzburg 2011, ISBN 978-3826045639. ([1]) (rezensiert von Celia Cabrera, in: Anuario Filosófico 47/2 (2014), 471–473).
- Anthropologische Wege. Ulmer Stadthausvorträge, in der Reihe libri nigri (Band 17), hg. v. Hans-Rainer Sepp, Verlag Traugott Bautz, Nordhausen 2012 mit den Beiträgen: Wohl und Wille. Die Frage nach der Autonomie und die Debatte um die Patientenverfügung in der Politik und in der klinischen Praxis (S. 9–32), Zôon geloion. Der Mensch und das Lachen (S. 33–52), Folter und Feinde. Ist die Menschenwürde noch zu retten? (S. 53–89), Naturalismus, Materialismus, Physikalismus und die Grenzen der Objektivität (S. 91–115), Ethische Emotionen: Gefühle als Grundlagen moralischer Motivation (S. 117–156), Entlastung und Verlust. Die kulturwissenschaftliche Funktion von Technik und Institutionen (S. 157–184), Analyse und Funktion. Die Frage nach der Leitwissenschaft und die Philosophische Anthropologie (S. 185–225). ISBN 978-3-88309-734-3.
- Die aristotelische eudaimonia und der Doppelsinn vom guten Leben. In: Archiv für Begriffsgeschichte 54(2012), S. 21–44. ISSN 0003-8946 (rezensiert von Thomas Groß: Wertvolle Handlungen. In: Frankfurter Allgemeine Zeitung, 12. Juni 2013, Seite N4).
- Wert und Werthaltungsbegründung. Zur Vereinbarkeit von moralischen, ökonomischen rechtlichen und medizinischen Werten. In: Kathrin Dengler, Heiner Fangerau (Hg.): Zuteilungskriterien im Gesundheitswesen: Grenzen und Alternativen. Eine Einführung mit medizinischen und philosophischen Verortungen. transcript Verlag, Bielefeld 2013, S. 195–221. ISBN 978-3-8376-2290-4.
- Vom Unglück des Sich-Wohlbefindens. Zustandsgefühle und dynamischer Lebensvollzug und die ‚Grundirrtümer des Eudaimonismus‘ in Max Schelers Formalismusbuch. In: Olivia Mitscherlich-Schönherr, Matthias Schlossberger (Hg.): Das Glück des Glücks. Philosophische Anthropologie des guten Lebens, (Internationales Jahrbuch für Philosophische Anthropologie, Bd. 4), Verlag de Gruyter, Berlin, München, Boston 2014, S. 167–185. ISSN 2192-4279.
- Theorie der Ethischen Beratung im Klinischen Kontext. Philosophische Grundlegung eines anwendungsbezogenen Modells zur Falldiskussion und Lösung wertbasierter Konflikte. Königshausen & Neumann, Würzburg 2014. ISBN 978-3-8260-5379-5.
- Platon und die Grundfragen der Philosophie. UTB (Vandenhoeck und Ruprecht) Göttingen 2015. ISBN 978-3-8252-4398-2.
- Der Affe stammt vom Menschen ab. Philosophische Etüden über unsere Vorurteile. Meiner, Hamburg 2016. ISBN 978-3-7873-2988-5.